# Casearia rinoreoides
Casearia rinoreoides är en videväxtart som beskrevs av Herman Otto Sleumer. Casearia rinoreoides ingår i släktet Casearia och familjen videväxter. Inga underarter finns listade i Catalogue of Life.